# Sofía Vergara
Sofía Margarita Vergara Vergara (Barranquilla, 10 de julho de 1972) é uma atriz, humorista, produtora, apresentadora de televisão, modelo e empresária colombiana, naturalizada norte-americana. Prolifera na televisão em papeis cômicos de destaque, recebeu quatro prêmios SAG Awards, cinco indicações ao Emmy Awards e ao Globo de Ouro, ela é uma das atrizes mais bem pagas dos Estados Unidos.
Vergara é amplamente conhecida por dois programas de televisão dos quais foi apresentadora para a rede de televisão de língua espanhola Univisión no final de 1990. Teve sua estreia na TV aos 17 anos de idade, em um comercial colombiano da Pepsi (1989). Seu primeiro trabalho notável em inglês foi no filme Chasing Papi (2003). Posteriormente, apareceu em outros filmes, incluindo Four Brothers (2005) e dois filmes de Tyler Perry - Meet the Browns (2008) e Madea Goes to Jail (2009), recebendo uma indicação ao prêmio Alma Awards em seguida. O sucesso de Vergara na televisão ganhou seus papéis em filmes recentes Os Smurfs (2011), New Year's Eve (2011), Happy Feet Two (2011), The Three Stooges (2012), Escape from Planet Earth (2013), Machete Kills (2013), Chef (2014), e Hot Pursuit (2015).
Sofía estrelou a série da ABC, Modern Family (2009-2020) interpretando Gloria Delgado-Pritchett, papel pelo qual ela foi indicada para quatro prêmios Globo de Ouro, quatro Primetime Emmy Awards e sete Screen Actors Guild Awards. Em 2014, ela foi classificada como a 32ª mulher mais poderosa do mundo pela Forbes e a atriz mais bem paga do mundo, arrecadando cerca de R$ 82 milhões em 2013 e R$ 15 milhões em 2012 com o sucesso de Modern Family. Em 2016, pelo quinto ano consecutivo foi eleita a atriz mais bem paga na TV mundial, com 43 milhões de dólares por ano.
Em 2024, Sofía estreiou na Netflix protagonizando a narcotraficante colombiana Griselda Blanco, que lhe rendeu críticas positivas por parte do público, além de uma indicação ao Emmy Award de Melhor Atriz em série limitada que a tornou a primeira latina a ser indicada ao prêmio que premia produções feitas nos Estados Unidos e também lhe rendeu uma indicação ao Globo de Ouro na mesma categoria. 

## Biografia
Nascida em Barranquilla, Colômbia, com o nome Sofía Margarita Vergara Vergara, filha de Julio Enrique Vergara Robayo e Margarita Vergara Dávila de Vergara. Formou-se no ensino médio no colégio Marymount Academy na cidade de Barranquilla. Possui ascendência italiana da região da Sicília e Campana, francesa, espanhola de Bergara na região de Guipúscoa, e portuguesa. Sofia vem da família Vergara, uma família importante e influente na america espanhola, sua família também tem uma história significativa na Colômbia e no Chile, com origens em Bergara, Espanha. A Casa de Vergara teve influência entre os séculos XVII e XIX, com ramos da família espalhados pela Espanha, Colômbia, Chile e Estados Unidos. A família é considerada uma das primeiras famílias espanholas nas Américas, com alguns membros atuando como conquistadores e oficiais reais da coroa espanhola. A família Vergara produziu quatro presidentes da Colômbia com o mesmo sobrenome, além de outros três relacionados por sangue. Um ramo da família também é considerado entre as famílias fundadoras do Chile.
Foi descoberta por um caça-talentos numa praia do Caribe colombiano e contratada como modelo para um comercial da Pepsi que fez sucesso no seu país e a lançou no mercado local como modelo de publicidade e de passarela.
O estrelato internacional começou quando sendo uma das apresentadoras do Festival Internacional da Canção de Viña del Mar, Chile, foi relacionada sentimentalmente com o cantor mexicano Luís Miguel e o seu nome surgiu em todos os meios de comunicação latino-americanos. Posteriormente mudou-se para Miami e firmou um contrato de exclusividade com a emissora hispânica Univisión. Nessa emissora apresentou os programas Fuera de Serie e A que no te Atreves. Também apresentou o programa La Bomba para uma estação local de Nova York, depois de participar como atriz na novela Acapulco, cuerpo y alma da emissora mexicana Televisa. Participou de diversas telenovelas mexicanas.
O seu ingresso no mercado anglo-saxónico começou com a sua participação como apresentadora nos American Comedy Awards para a cadeia FOX, onde conheceu o director Barry Sonnenfeld, que lhe ofereceu o papel de Nina no filme Big Trouble da Disney. Também protagonizou e participou em filmes como Chasing Papi, Soul Plane, The 24th Day, Lords of Dogtown, Grilled com Ray Romano, National Lampoon's Pledge This!.
Lançou-se na televisão estadunidense em setembro de 2005 na comédia Hot Properties, do canal ABC. Além de atriz, é uma reconhecida modelo e fez propaganda para a Miller Light, McDonalds e Colgate, entre outras. Também foi uma das latinas que mais calendários venderam e tem a sua própria linha de roupa chamada "Vergara by Sofía".
Em 2009 entra na série de comédia Modern Family, interpretando a colombiana Gloria. Foi indicada em 2010, 2011, ao Golden Globe Awards e ao Emmy Awards de Melhor Atriz coadjuvante em Série (Comédia). Em 2012 participou da comédia The Three Stooges.
Em julho de 2012 a revista Forbes divulga uma listagem onde Sofía aparece em 1º lugar, como a atriz mais bem paga da TV entre os anos de 2011 e 2013. Considerando-se cachês e trabalhos com publicidade, ela faturou 19 milhões de dólares.[carece de fontes?] Em 2018, a revista a classificou em 68.º lugar na lista das cem atrizes mais bem pagas.

## Vida pessoal
Vergara nasceu em uma família católica, em Barranquilla, na Colômbia, filha de Margarita Vergara de Vergara, uma dona de casa, e Julio Enrique Vergara Robayo, um produtor de gado para a indústria da carne.
Inicialmente, estudou odontologia em uma universidade na Colômbia, mas abandonou a faculdade dois semestres antes de se formar para buscar oportunidades como modelo e no show business. Posteriormente, mudou-se para Miami, deixando para trás a agitação na Colômbia, onde seu irmão mais velho Rafael foi assassinado em 1998, durante uma tentativa de sequestro.
Casou-se aos 18 anos com seu namorado do colegial, Joe Gonzalez, e deu à luz seu filho Manolo em setembro de 1992. Se divorciaram em 1993. Em 9 de maio de 2011, seu irmão mais novo, Julio, foi deportado dos Estados Unidos para a Colômbia depois de ser preso em abril daquele ano. Julio também tinha problemas com drogas e com a lei.
A atriz foi diagnosticada com câncer de tireóide em 2000. Ela teve sua tireóide removida, foi submetida a radioiodoterapia e teve uma recuperação completa. Ela toma medicamentos para evitar hipotireoidismo.
Em 10 de julho de 2012, foi relatado que Vergara e seu namorado Nick Loeb estavam noivos. Em 23 de maio de 2014, ela anunciou que o noivado tinha terminado. No mesmo ano, passou no exame oral para a sua naturalização, sendo oficialmente considerada uma cidadã estadunidense. Em 1º de maio de 2015, foi relatado que Vergara e Loeb estão em disputa judicial sobre o futuro de dois embriões congelados que tinham quando estavam juntos. Loeb tenta impedir a atriz de destruir os embriões. Em julho de 2014, foi relatado que Vergara começou a namorar o astro de True Blood, Joe Manganiello. O casal ficou noivo no dia 25 de dezembro de 2014, depois de namorarem seis meses. Se casaram em 22 de novembro de 2015 e se divorciaram em 17 de junho de 2023 após sete anos de casamento.

## Filmografia

### Televisão
| Ano       | Título                    | Personagem                  | Notes                                               |
| --------- | ------------------------- | --------------------------- | --------------------------------------------------- |
| 1995      | Acapulco, cuerpo y alma   | Irasema                     |                                                     |
| 1995–1998 | Fuera de serie            | Ela mesma                   | Co-apresentadora                                    |
| 1999      | A que no te atreves       | Ela mesma                   | Co-apresentadora                                    |
| 1999      | Baywatch                  | Ela mesma                   | Episódio 1 : temporada 9 (1999) "Boys will be Boys" |
| 2002      | My Wife and Kids          | Selma                       | Episódio 1: Temporada 3 (2002) "Samba Story"        |
| 2004      | Eve                       | April Perez                 | Episódio 1                                          |
| 2004      | Rodney                    | Carmen                      | Episódio: "Dream Lover"                             |
| 2005      | Hot Properties            | Lola Hernandez              | 13 episódios                                        |
| 2005      | Punk'd                    | Ela mesma                   |                                                     |
| 2007      | Entourage                 | Village Girl                | Episódio 1: "Welcome to the Jungle"                 |
| 2007      | Amas de Casa Desesperadas | Alicia Oviedo               | 23 episódios                                        |
| 2007      | The Knights of Prosperity | Esperanza Villalobos        | 13 episódios                                        |
| 2007      | Dirty Sexy Money          | Sofía Montoya               | 4 episódios                                         |
| 2008      | Fuego en la sangre        | Leonora                     | 10 episódios                                        |
| 2008      | Men in Trees              | Pilar Romero                | 2 episódios                                         |
| 2009      | Dancing with the Stars    | Ela mesma                   | Participação especial                               |
| 2009-2020 | Modern Family             | Gloria Delgado-Pritchett    | 250 episódios                                       |
| 2011      | Plaza Sésamo              | Ela mesma                   |                                                     |
| 2012      | Saturday Night Live       | Apresentadora               | 37ª Temporada, 18 episódio                          |
| 2013      | The Cleveland Show        | Señora Chalupa              | Episódio 1: "The Essence of Cleveland"              |
| 2013      | Family Guy                | Buxom Woman / Mulher Latina | Episódio 1: "The Giggity Wife"                      |
| 2020      | A Modern Farewell         | Ela mesma                   | Documentário sobre Modern Family                    |
| 2024      | Griselda                  | Griselda Blanco             | Série Original Netflix                              |

### Cinema
| Ano  | Título                          | Personagem                  | notas                               |
| ---- | ------------------------------- | --------------------------- | ----------------------------------- |
| 2002 | Big Trouble                     | Nina                        |                                     |
| 2003 | Chasing Papi                    | Cici                        |                                     |
| 2004 | The 24th Day                    | Isabella                    |                                     |
| 2004 | Soul Plane                      | Blanca                      |                                     |
| 2005 | Lords of Dogtown                | Amelia                      |                                     |
| 2005 | Four Brothers                   | Sofi                        |                                     |
| 2006 | Grilled                         | Loridonna                   |                                     |
| 2006 | National Lampoon's Pledge This! | Herself                     |                                     |
| 2008 | Tyler Perry's Meet the Browns   | Cheryl                      |                                     |
| 2009 | Madea Goes to Jail              | T.T.                        |                                     |
| 2011 | The Smurfs                      | Odile Anjelou               |                                     |
| 2011 | New Year's Eve                  | Ava                         |                                     |
| 2011 | Happy Feet Two                  | Carmen                      | Voz                                 |
| 2012 | The Three Stooges               | Lydia Harter                |                                     |
| 2013 | Escape from Planet Earth        | Gabby Babblebrook           | Voz                                 |
| 2013 | Fading Gigolo                   | Selima                      |                                     |
| 2013 | Machete Kills                   | Madame Desdemona            |                                     |
| 2014 | Chef                            | Inez                        |                                     |
| 2015 | Wild Card                       | D. D.                       |                                     |
| 2015 | Hot Pursuit                     | Daniella Riva               | Também produtora executiva          |
| 2017 | The Female Brain                | Lisa                        |                                     |
| 2017 | The Emoji Movie                 | Emoji dançarina de flamenco | Voz                                 |
| 2018 | Bent                            | Rebecca                     |                                     |
| 2018 | The Con Is On                   | Vivien                      |                                     |
| 2019 | Bottom of the 9th               | Angela Ramirez              |                                     |
| 2021 | Koati                           | Zaina                       | Voice role. Also executive producer |

### Produção
| Ano  | Título       | Personagem          | Notas |
| ---- | ------------ | ------------------- | ----- |
| 2014 | Killer Women | Produtora executiva |       |

### Vídeos musicais
| Ano  | Título      | Artista      |
| ---- | ----------- | ------------ |
| 1997 | "Que Diera" | Carlos Vives |

## Teatro
- Chicago como Matron "Mama" Morton (2009)[29]

## Prêmios
| Ano  | Prêmio                    | Trabalho           | Categoria                                                            | Resultado |
| ---- | ------------------------- | ------------------ | -------------------------------------------------------------------- | --------- |
| 2005 | Black Reel Award          | Four Brothers      | Melhor Elenco                                                        | Indicado  |
| 2009 | Screen Actors Guild Award | Modern Family      | Melhor Elenco                                                        | Indicado  |
| 2009 | ALMA Award                | Madea Goes to Jail | Melhor Atriz em um Filme                                             | Indicado  |
| 2010 | NAACP Image Award         | Modern Family      | Melhor Atriz - Série Comédia                                         | Indicado  |
| 2010 | Golden Globe Award        | Modern Family      | Melhor Atriz Coadjuvante – Series, Minisséries ou Filme de Televisão | Indicado  |
| 2010 | Primetime Emmy Award      | Modern Family      | Melhor Atriz - Série Comédia                                         | Indicado  |
| 2010 | Screen Actors Guild Award | Modern Family      | Melhor Atriz - Série Comédia                                         | Indicado  |
| 2010 | Screen Actors Guild Award | Modern Family      | Melhor Elenco                                                        | Venceu    |
| 2011 | ALMA Award                | Modern Family      | Atriz Favorita                                                       | Indicado  |
| 2011 | Golden Globe Award        | Modern Family      | Melhor Atriz Coadjuvante – Series, Minisséries ou Filme de Televisão | Indicado  |
| 2011 | Imagen Awards             | Modern Family      | Melhor Atriz de TV                                                   | Venceu    |
| 2011 | NAACP Image Award         | Modern Family      | Melhor Atriz Coadjuvante - Série Comédia                             | Venceu    |
| 2011 | 2011 Kids' Choice Awards  | The Smurfs         | Atriz Favorita de Filme                                              | Indicado  |
| 2011 | Primetime Emmy Award      | Modern Family      | Melhor Atriz - Série Comédia                                         | Indicado  |
| 2011 | Satellite Award           | Modern Family      | Melhor Atriz Coadjuvante                                             | Indicado  |
| 2011 | Screen Actors Guild Award | Modern Family      | Melhor Elenco                                                        | Venceu    |
| 2011 | Golden Raspberry Award    | New Year's Eve     | Pior Elenco                                                          | Indicado  |
| 2011 | Screen Actors Guild Award | Modern Family      | Melhor Atriz de Comédia                                              | Indicado  |
| 2012 | Screen Actors Guild Award | Modern Family      | Melhor Atriz de Comédia                                              | Indicado  |
| 2012 | Screen Actors Guild Award | Modern Family      | Melhor Elenco                                                        | Venceu    |
| 2012 | ALMA Award                | Modern Family      | Atriz Favorita de TV                                                 | Indicado  |
| 2012 | Primetime Emmy Award      | Modern Family      | Melhor Atriz Coadjuvante de Comédia                                  | Indicado  |
| 2012 | Glamour Awards            | —                  | Atriz de Comédia                                                     | Venceu    |
| 2012 | Golden Globe Award        | Modern Family      | Melhor Atriz Coadjuvante – Series, Minisséries ou Filme de TV        | Indicado  |
| 2013 | Golden Globe Award        | Modern Family      | Melhor Atriz Coadjuvante – Series, Minisséries ou Filme de TV        | Indicado  |
| 2013 | Screen Actors Guild Award | Modern Family      | Melhor Elenco                                                        | Venceu    |
| 2013 | Primetime Emmy Award      | Modern Family      | Melhor Atriz - Série Comédia                                         | Indicado  |
| 2013 | People's Choice Award     | Modern Family      | Atriz de Comédia Favorita                                            | Indicado  |
| 2014 | Golden Globe Award        | Modern Family      | Melhor Atriz Coadjuvante – Series, Minisséries ou Filme de TV        | Indicado  |
| 2014 | Kids' Choice Awards 2014  | Modern Family      | Estrela Favorita de Humor                                            | Indicado  |
| 2016 | Kids' Choice Awards 2016  | Modern Family      | Atriz de TV Favorita - Programa Para Família                         | Venceu    |
| 2017 | People's Choice Awards    | Modern Family      | Melhor Atriz de Série Cômica                                         | Venceu    |
| 2020 | People's Choice Awards    | Modern Family      | Melhor Atriz de Série Cômica                                         | Venceu    |